# Michael Raucheisen
Michael Raucheisen ( 9 de febrero de 1889, Rain, Suabia, Baviera- 27 de mayo de 1984, Beatenberg, Suiza) fue un pianista y acompañante alemán cuya labor antecede y cambia el papel del acompañante en un recital de canto de cámara.

## Biografía
Creció y estudió en Múnich con Felix Mottl y Ludwig Thuille en la Akademie der Kunst, tocó en el Prinzregenten Theater y la ópera de Múnich entonces Hofoper. Entre 1919 y 1931 acompaña a Fritz Kreisler en giras por Europa, América y Oriente y también forma parte del quinteto integrado por Edith Lorand, Erica Morini, Ludwig Hoelscher y Gaspar Cassadó.
Se muda a Berlín en 1920 donde vivió hasta 1958. En 1933, se casó con la soprano Maria Ivogün recientemente divorciada de Karl Erb. Raucheisen había estado casado en primeras nupcias con Hedwig Schwalm, madre de su hijo Erhard Raucheisen nacido en 1931 y brevemente con la soprano estadounidense Marión Talley (1906-1983).
A partir de la década de 1920 adquirió notoriedad como acompañante de famosas cantantes como Frida Leider, Erna Berger, Elisabeth Schwarzkopf, Karl Schmitt-Walter, Hans Hotter, Margarete Klose, Julius Patzak, Martha Fuchs, Maria Müller, Franz Völker, Herbert Janssen, Peter Anders y Helge Roswaenge. 
A partir de 1933 se dedicó a crear un catálogo integral de canciones en lengua alemana (Lied der Welt) a raíz de lo que fue nombrado director del departamento de canciones y música de cámara de la Radio Berlín (Berlin Rundfunk).
Al finalizar la Segunda Guerra Mundial le fue prohibido actuar por asociación con el régimen nazi. Sus actuaciones fueron muy esporádicas, 
Se recuerdan especialmente sus acompañamientos del ciclo de Schubert, Winterreise para Hans Hotter en 1943 y canciones de Beethoven con Dietrich Fischer-Dieskau en 1952.
En 1958, después de una exitosa gira con Elisabeth Schwarzkopf se mudó a Suiza con su esposa a Beatenberg cercana a Lucerna donde murió.
En el año 2005 se publicó la Edición Raucheisen de 66 discos compactos con obras de Weber, Nicolai, Wolf, Reger, Marschner, Grieg, Schubert, Cornelius, Beethoven, Strauss, Pfitzner, Schumann, Brahms, Loewe, Liszt y la participación de Hans Hotter, Erna Berger, Kurt Böhme, Anton Dermota, Lorenz Fehenberger, Josef Greindl, Margarete Klose, Frida Leider, Julius Patzak y otros.